# Wöllmetzhofen
Wöllmetzhofen ist ein Gemeindeteil der Gemeinde Ettenstatt im Landkreis Weißenburg-Gunzenhausen (Mittelfranken, Bayern). Wöllmetzhofen liegt in der Gemarkung Ettenstatt.
Das Dorf liegt auf einer Anhöhe zwischen Ettenstatt und Höttingen. Westlich von Wöllmetzhofen fließt der Felchbach, südlich der Rohrbach. Rund 700 Meter von Wöllmetzhofen entfernt befindet sich Ettenstatt.

## Baudenkmäler
Das einzige Baudenkmal von Wöllmetzhofen ist ein eingeschossiges Wohnstallhaus mit Satteldach aus der Mitte des 19. Jahrhunderts mit der Adresse Wöllmetzhofen 8. 